# Винновская набережная

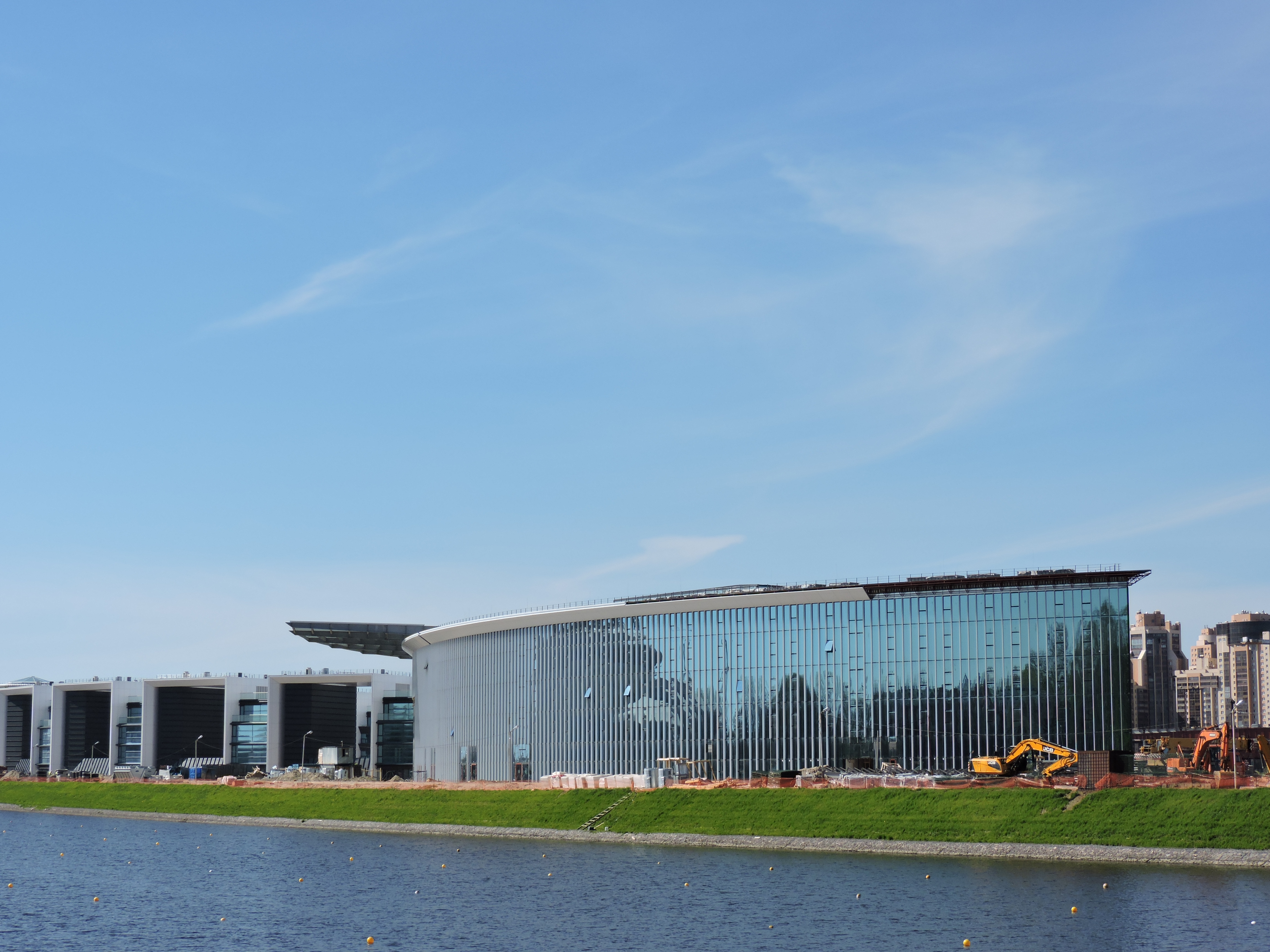
Вид на здание пансиона со стороны Гребного канала. (Фото сделано с Северной дороги

Винновская набережная — проезд в Петроградском районе Санкт-Петербурга, на Бычьем острове. Проезд проходит по Бычьему острову с севера, со стороны Большой Невки — от набережной Гребного канала, идет вдоль 9-го дома и упирается в набережную того же канала.
Название было придумано Топонимической комиссией в 2016 году для тогда ещё только проектируемого проезда. Название «Винновская набережная» связано с тем, что раньше примыкающий к ней приток был частью реки Винновки. Винновкой называлась речка, в русле которой и был в советское время создан Гребной канал. До его создания Винновка была коротким протоком в устье Средней Невки. Утверждено название набережной было в 2017 году.
С советского времени на Бычьем острове находились яхт-клуб и детская экологическая школа. В 2003 году остров оказался в аренде у спортивного клуба «Явара-Нева». Тут собирались строить комплекс дзюдо и международный Яхт-клуб. Однако, эти проекты не были осуществлены и недостроенный комплекс был передан Министерству обороны.
В результате Винновская набережная проходит вдоль единственного здания, которое занимает практически весь Бычий остров. Это — филиал пансиона воспитанниц Министерства обороны Российской Федерации. Здание несёт нумерацию по набережной Гребного канала — дом 9.
Открыли набережную в 2019 году.